# New Weston
New Weston – wieś w Stanach Zjednoczonych, w stanie Ohio, w hrabstwie Darke.